# Was-Nicht-Alles (1) Knoten
Der Was-Nicht-Alles (1) ist ein Verbindungsknoten. Zum Knüpfen ist er unhandlich, aber wenn die Enden wie gezeigt angeordnet werden, ist er als Verbindungsknoten sicherer als vielen, denen weit mehr Vertrauen geschenkt wird. 

## Knüpfen

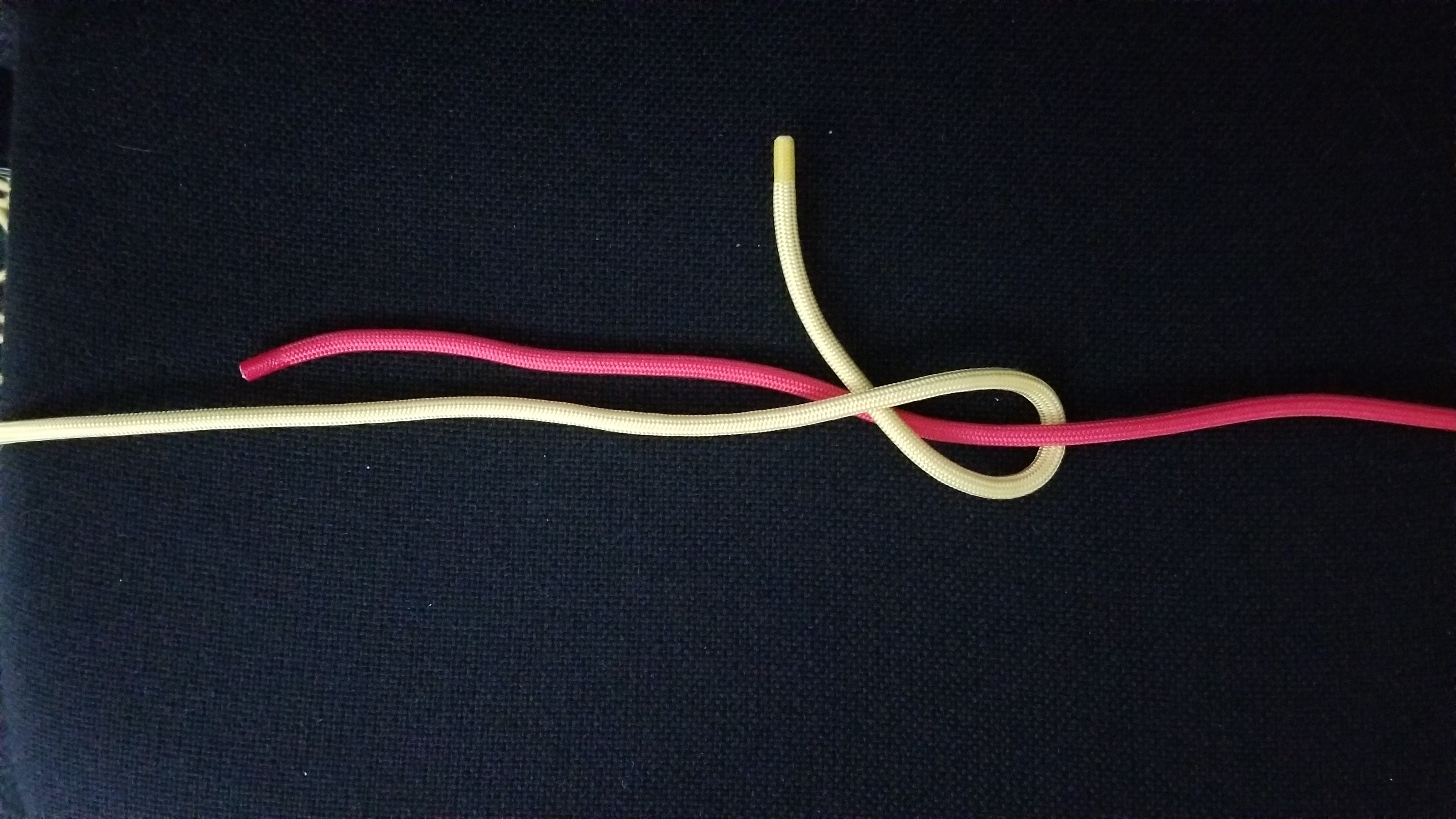
Man bindet mit dem linken Ende (gelb) ein rechtsgängiges Auge. Dann fährt man mit dem rechten Ende (rot) von oben durch das Auge und unter den gelben Leinen in der Mitte hindurch.
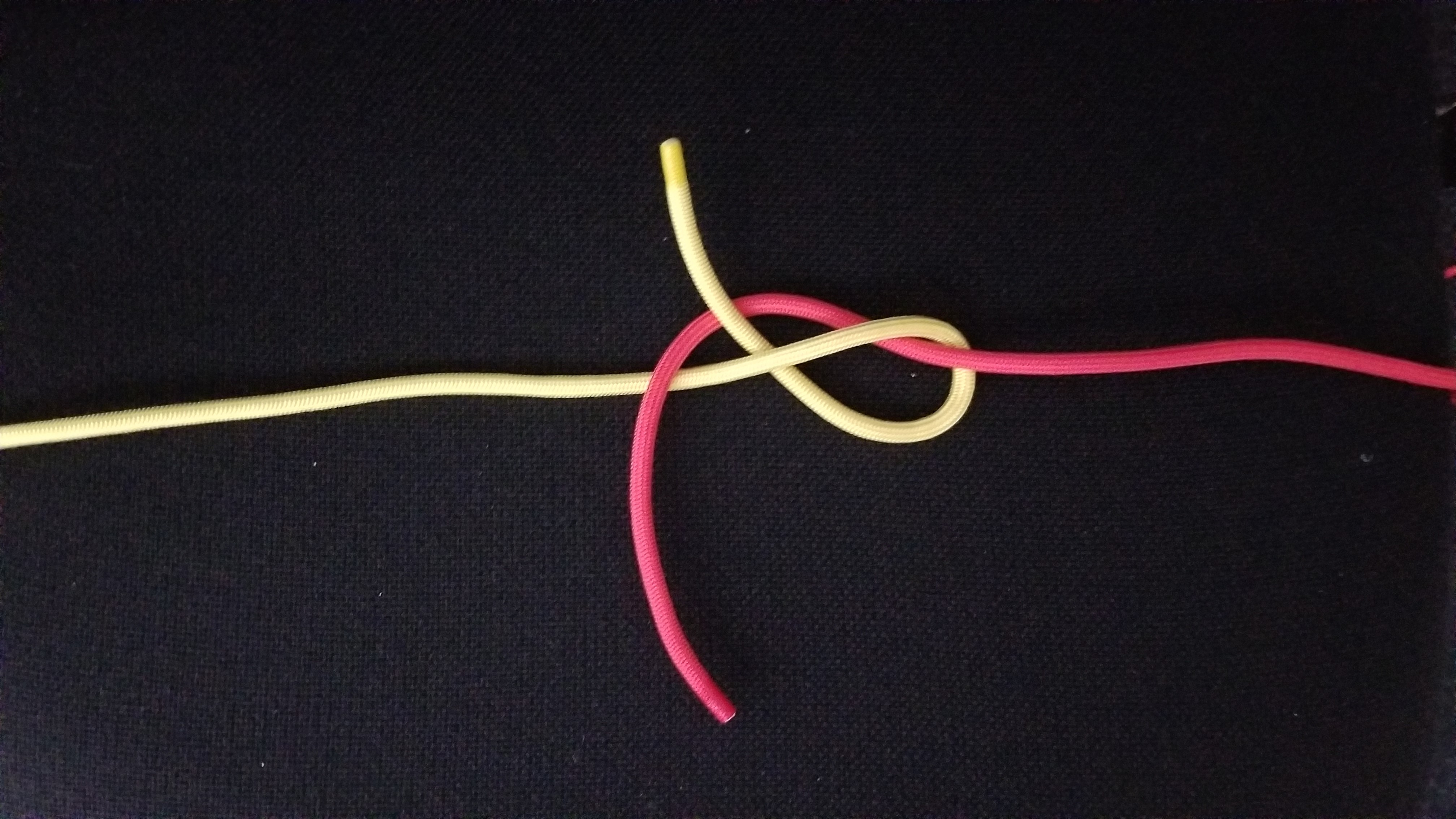
Das rote Ende legt man nach unten über die gelbe Leine,
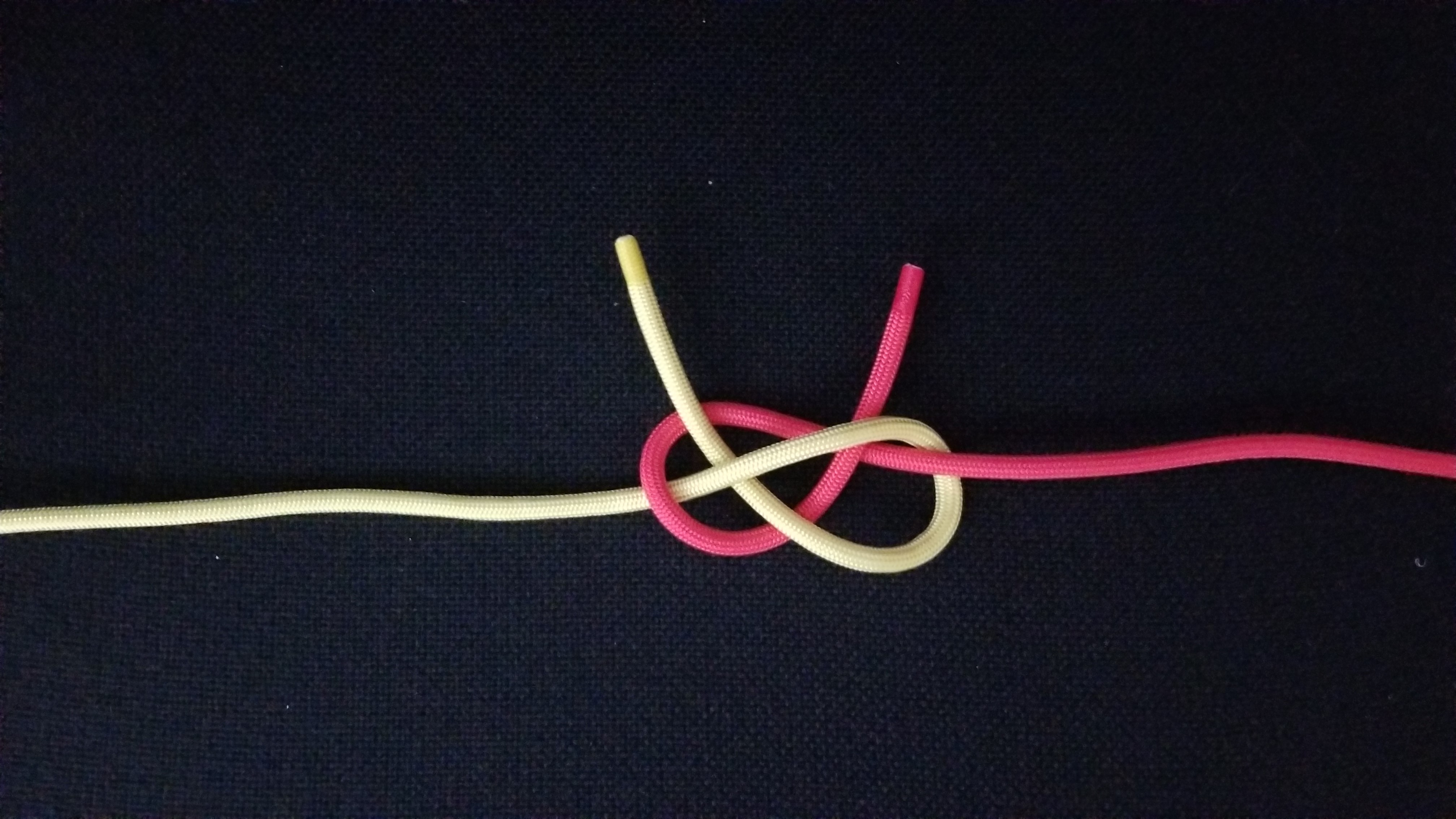
dann unter das gelbe Auge hindurch und über die rote Leine.
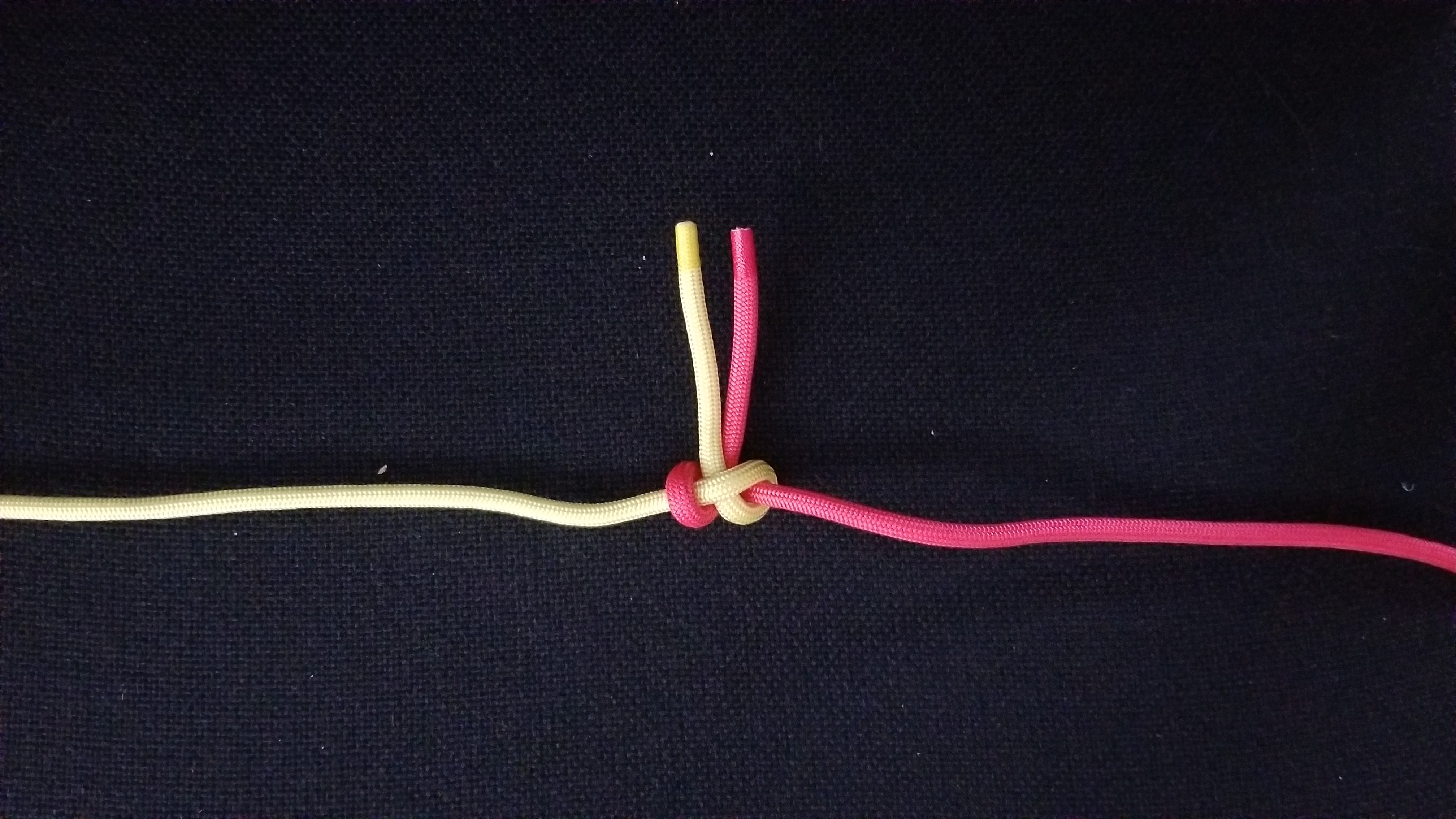
Noch zuziehen und fertig!
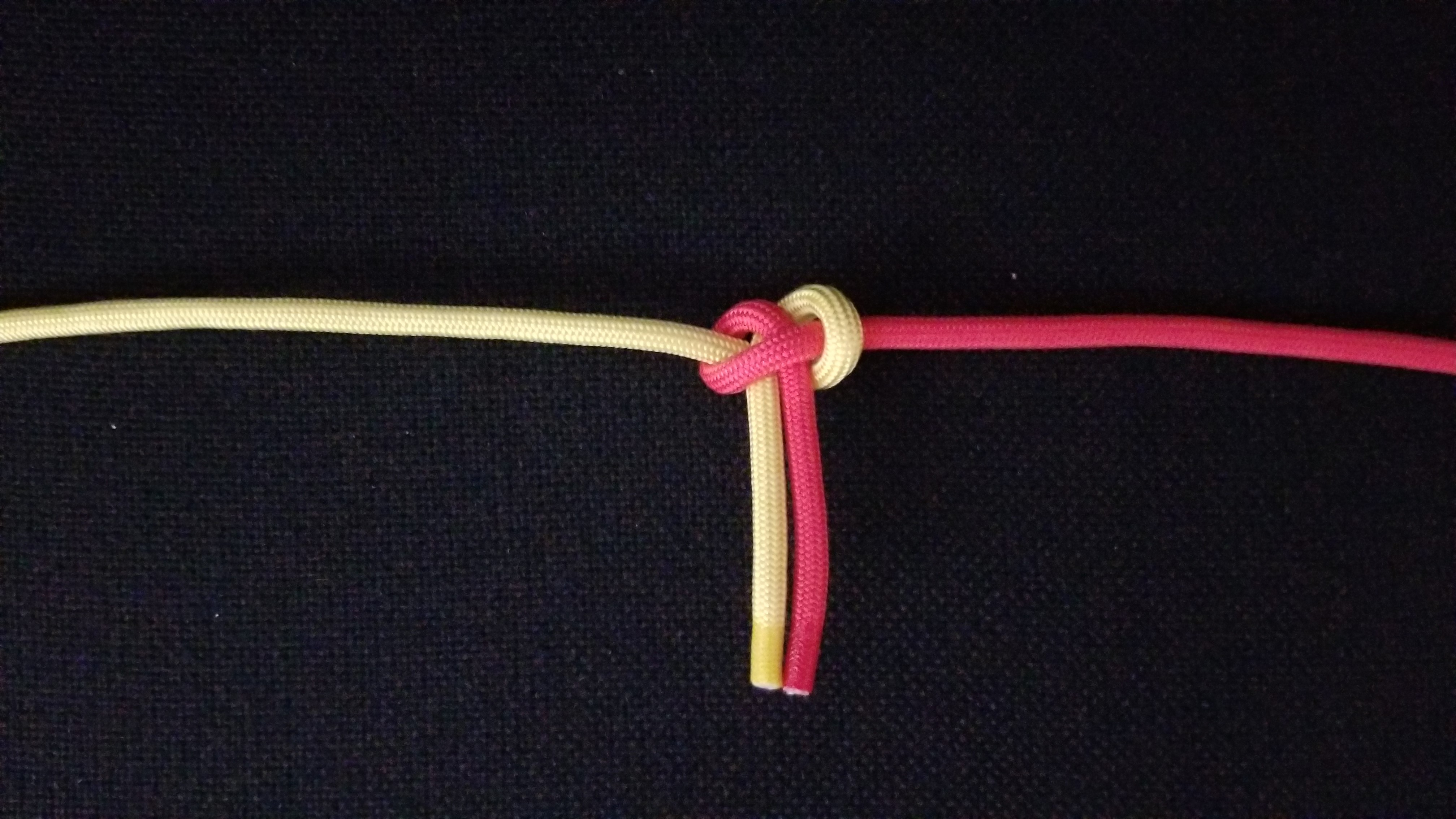
Rückseite des eben erstellen Knotens

## Alternativen
- Zum sicheren Verbinden zweier gleich oder ungleich dicker Seile ist der Schotstek, für große Stärkenunterschiede zwischen beiden Seilen ist der Zeisingstek besser geeignet.
- Schwieriger zu knüpfen, aber sehr sicher bei geringer Schwächung der Reißfestigkeit ist der Zeppelinknoten. Auch nach extremer Belastung lässt er sich noch lösen.
- Zum Verschnüren eignet sich auch der Kreuzknoten. Die einfache Ausführung hat den Kreuzknoten sehr bekannt gemacht. Dennoch halten viele Fachleute ihn für ungeeignet zum Verbinden von Seilen, zumal wenn davon Leben, Gesundheit oder Werte abhängen. Sicherer und besser haltbar zum Verschnüren ist der Chirurgenknoten und Würgeknoten, die ohne „Finger drauf“ auskommen.
- Zum Abseilen verwenden Kletterer den Sackstich in Tropfenform.
- Der Achterknoten ist ein sicherer Knoten, der sich nach Belastung auch leichter öffnen lässt als der Sackstich. Seine Form ist allerdings klobiger.
- Zum Verbinden von nassen, rutschigen Seilen eignet sich der Fischerknoten.
- Für schweres und dickeres Tauwerk bietet sich der Trossenstek an.